# Walter Schulz-Matan
Walter Schulz-Matan (* 23. September 1889 in Apolda; † 5. September 1965 in Schiers, Schweiz) war ein deutscher Maler des Magischen Realismus.

## Leben
Der Thüringer Walter Schulz-Matan führte nach seiner Ausbildung zum Dekorationsmaler ein Wanderleben quer durch Europa. 1913/14 erhielt er eine kurze Ausbildung bei Julius Diez an der Kunstgewerbeschule München, war jedoch ein Autodidakt. Nach Kriegsdienst und Kriegsgefangenschaft im Ersten Weltkrieg lebte er seit 1919 in München, unterhielt ab 1920 ein erstes Atelier in München-Schwabing und betätigte sich als Bühnenmaler für die „Neue Bühne“ unter Eugen Felber, wo er auch Bekanntschaft mit Oskar Maria Graf oder Georg Schrimpf machen konnte, dem bedeutendsten Vertreter der Neuen Sachlichkeit.
In den Jahren 1927/28 hielt er sich in Paris auf. Ab 1930 gehörte er zu den Mitgründern der Ausstellungsgemeinschaft 7 Münchner Maler und konnte so in deren ersten Gemeinschaftsausstellung in der Städtischen Galerie im Lenbachhaus (5. Mai bis 3. Juni 1931) fünf Werke zeigen, darunter Das Blaue Haus von 1927. Bereits 1924 hatte die Lenbachgalerie ein Werk Selbstbildnis angekauft. Die Ausstellungsgemeinschaft, der auch Albert Burkart, Franz Doll, Günther Graßmann, Wilhelm Maxon, Otto Nückel sowie Karl Zerbe angehörten, diente primär der Selbstvermarktung. Schulz-Matan war auch Mitglied der Neuen Secession und des Deutschen Künstlerbundes.
In der Kunstbewegung der Neuen Sachlichkeit entwickelte Schulz-Matan seine eigene künstlerische Spezifität in der Strömung des Magischen Realismus. Während des Zweiten Weltkrieges war er als Kriegsmaler in Frankreich tätig, danach wieder als Künstler in München. Am 20. Dezember 1939 beantragte er die Aufnahme in die NSDAP und wurde zum 1. Februar 1940 aufgenommen (Mitgliedsnummer 7.496.716).
Der kleine Ort Seewis im Kanton Graubünden war für den Künstler häufiger Aufenthaltsort und zweite Heimat. Nach der oberhalb von Seewis gelegenen Flur Matan nannte sich Walter Schulz seit 1923 „Schulz-Matan“.